# Goneokara improcerum
Goneokara improcerum är en insektsart som beskrevs av Yang och Wu 1993. Goneokara improcerum ingår i släktet Goneokara och familjen Derbidae. Inga underarter finns listade i Catalogue of Life.